# Drysdalia mastersii
Drysdalia mastersii är en ormart som beskrevs av Krefft 1866. Drysdalia mastersii ingår i släktet Drysdalia och familjen giftsnokar och underfamiljen havsormar. IUCN kategoriserar arten globalt som livskraftig. Inga underarter finns listade i Catalogue of Life.
Arten förekommer i södra och västra Australien. Habitatet utgörs av torra landskap som sanddyner, gräsmarker, hedområden och regioner med buskar. Individerna är oftast nattaktiva och de gömmer sig på dagen under stenar, under träbitar eller i lövskiktet. Drysdalia mastersii äter främst ödlor. Honor lägger inga ägg utan föder 2 till 3 levande ungar.